# رون بال
رون بال (بالإنجليزية: Ron Ball)‏ هو نقابي بريطاني، ولد في 1950 في Bordesley Green ‏ في المملكة المتحدة.